# Озёрное (Петропавловский район)
Озёрное (укр. Озерне) — село,
Александропольский сельский совет,
Петропавловский район,
Днепропетровская область,
Украина.
Код КОАТУУ — 1223880505. Население по переписи 2001 года составляло 217 человек .

## Географическое положение
Село Озёрное находится на левом берегу реки Самара,
выше по течению на расстоянии в 3 км расположено село Александрополь,
ниже по течению на расстоянии в 0,5 км расположено село Луговое,
на противоположном берегу — село Хорошее.
Река в этом месте извилистая, образует лиманы, старицы и заболоченные озёра.
Рядом проходит автомобильная дорога Т-0424.